# Tazaquil
Tazaquil är en ort i Mexiko.   Den ligger i kommunen Coxcatlán och delstaten San Luis Potosí, i den centrala delen av landet, 230 km norr om huvudstaden Mexico City. Tazaquil ligger 380 meter över havet och antalet invånare är 1 110.
Terrängen runt Tazaquil är varierad, och sluttar österut. Runt Tazaquil är det ganska tätbefolkat, med 100 invånare per kvadratkilometer. Närmaste större samhälle är Villa Terrazas, 8,8 km sydost om Tazaquil. I omgivningarna runt Tazaquil växer huvudsakligen savannskog.